# Pasquale Saraceno
Pasquale Saraceno (Morbegno, 14 giugno 1903 – Roma, 13 maggio 1991) è stato un economista italiano.

## Biografia
Nato a Morbegno (Sondrio) da padre siciliano e madre campana. Laureato nel 1929 presso l'Università commerciale Luigi Bocconi, allievo di Gino Zappa, è stato docente all'Università Cattolica del Sacro Cuore di Milano e in quella di Venezia. Fu uno dei maggiori meridionalisti cattolici.
Consulente del conterraneo ministro Ezio Vanoni e di altri ministri democristiani, sostenitore della programmazione tramite l'IRI presso cui fu assunto nel 1933, influenzò la politica di intervento nel Mezzogiorno.
Nel luglio del 1943 prese parte ai lavori che portarono alla redazione del Codice di Camaldoli, un documento programmatico, stilato da esponenti delle forze cattoliche italiane, che ispirò la politica economica della Democrazia Cristiana.
Dopo aver fondato nel 1946 l'Associazione per lo sviluppo dell'industria nel Mezzogiorno (Svimez), fu tra i più convinti sostenitori della costituzione della Cassa del Mezzogiorno. Saraceno non negava la validità dell'economia di mercato, ma riteneva che questa non fosse capace da sola di correggere gli squilibri socio economici sorti in seguito al passaggio da un'economia semiautarchica a una di mercato. Per questo era necessaria la creazione di aziende pubbliche di produzione che sostituissero o integrassero l'iniziativa privata.
È stato anche rappresentante italiano nella Commissione Economica per l'Europa e Consigliere della Banca europea degli investimenti. Si è interessato dei problemi relativi alla produzione industriale come attesta il conferimento del Premio Marzotto 1967 al suo libro La produzione industriale.
Tra i suoi allievi si ricordano Antonio Confalonieri e Sergio Vaccà.
Fra le sue opere di maggior interesse: L'Italia verso la piena occupazione, Lo Stato e l'economia, La questione meridionale nella ricostruzione post-bellica, e insieme a Lucio Villari, Intervista sulla ricostruzione 1943-1953.

## Opere
- L'Istituto per la ricostruzione industriale, IRI. III Origini, ordinamenti e attività svolta. Rapporto di Pasquale Saraceno, Torino, Utet, 1956.
- Lo Stato e l'economia, Roma, Cinque lune, 1962.
- L'Italia verso la piena occupazione, Roma, Giuffrè, 1962.
- L'economia dei paesi industrializzati. Introduzione allo studio dell'impresa, Milano, Etas Kompass, 1970.
- Il governo delle aziende, Venezia, Libreria universitaria, 1972.
- Il sistema delle imprese a partecipazione statale nell'esperienza italiana, Milano, Giuffrè, 1975.
- Intervista sulla ricostruzione, 1943-1953, a cura di Lucio Villari, Roma-Bari, Laterza, 1977.
- La questione meridionale nella ricostruzione post bellica, 1943-1950, Milano, Giuffrè, 1980.